# سیارک ۱۰۵۲۳
سیارک ۱۰۵۲۳ (به انگلیسی: 10523 D'Haveloose، نامگذاری:1990SM6) ده هزار و پانصد و بیست و سومین سیارک کشف شده‌است که در ۲۲ سپتامبر ۱۹۹۰ کشف شد.
قدر مطلق سیارک برابر ۱۳٫۷۰ است.